# Římskokatolická farnost Vyskeř
Římskokatolická farnost Vyskeř (lat. Wiskerzium) je církevní správní jednotka sdružující římské katolíky na území obce Vyskeř a v jejím okolí. Organizačně spadá do turnovského vikariátu, který je jedním z 10 vikariátů litoměřické diecéze.

## Historie farnosti
Jedná se o starobylou farnost, tzn. založenou ve středověku. Tato původní farnost zanikla za husitských válek a území farnosti se stalo filiálkou turnovského děkanství. Matriky jsou v místě vedeny od roku 1772, tedy v období kdy zde byla zřízena lokálie. Kanonicky byla farnost obnovena roku 1858.

### Duchovní správcové vedoucí farnost
Začátek působnosti jmenovaného v duchovní správě farnosti od:
- Petrus, † 1363
- 1363   Bartholomaeus
- 1380   Udalricus
- 1390   Procopius z Hlavice
- 1785   cap. loc. vacat
- 1790   cap. loc. Posidius Tomasi OESA
- 1806   cap. loc. vacat
- 1807   cap. loc. Ioann. Strachlin, n. 24. 6. 1767 Prag, o. 30. 6. 1790, † 31. 5. 1832
- 1833   cap. loc. Ign. Stiepanek, n. 7. 2. 1799 Paseky n., J. o. 7. 9. 1823, † 20. 3. 1836
- 1837   cap. loc. Joann. Scholz, n. 25. 2. 1801 Leština, o. 27. 8. 1825
- 1859   proto-par. (první-farář) Joann. Scholz, n. 25. 2. 1801 Leština, o. 27. 8. 1825, † 17. 6. 1874
- 1861   Joann. Czermak, n. 7. 12. 1807 Neobolesl., o. 28. 9. 1832, † 13. 3. 1880
- 1864   chybí katalog
- 1865   par. vacat, admin. int. Franc. Pazelt
- 1866   par. vacat, admin. int. Josef Zdobinský
- 1867   Josef Zdobinský, n. 25. 3. 1816 Kloster, o. 29. 7. 1841, † 27. 4. 1878
- 1877   Josef Turek, n. 9. 11. 1845 Dlouhá Lhotta, o. 23. 7. 1870, † 18. 9. 1917
- 1882   Jan Stuchlík, n. 4. 9. 1846 Sobotka, o. 21. 7. 1872, † 21. 7. 1889
- 1889   par. vacat, admin. int. Antonín Čapek
- 1890   Antonín Čermák, n. 7. 1. 1852 Blahotice, o. 15. 7. 1876, † 4. 11. 1913
- 1905   Henr. Macoun, n. 12. 10. 1868 Vosek, o. 17. 7. 1892
- 1920   par. vacat, admin. interc. Josef Černý
- 1921   Josef Prokop Černý, n. 23. 10. 1883 Libošovice, o. 14. 7. 1907, † 8. 1. 1946
- 1922   par. vacat, admin. interc. Aloys. Dumek
- 1924   Karel Vítek, n. 26. 6. 1884 Orlovice, o. 17. 7. 1910, † 6. 9. 1970
- 1938   par. vacat, admin. interc. František Klapuch
- 1. 2.  1940 František Klapuch, n. 22. 8. 1908 Radaun (Sil.), o. 24. 6. 1934, † 29. 10. 1984
- 1. 9.  1954 František Zimmerhackel
- 22. 2. 1958 Bohumil Řezníček
- 29. 4. 1958 Antonín Špička
- 15. 8. 1969 František Vítek
- 15. 11. 1977 Jan Fexa
- 15. 7. 1981 Pavel Jančík
- 7. 11. 1984 František Kocman
- 1. 11. 1990 Jindřich Tomíček
- 1. 7.  1998 Zdeněk Maryška
- 1. 5.  1999 František Kocman, admin.exc. z Rovenska pod Troskami
- 1. 3. 2019 Tomasz Dziedzic, admin. exc. z Rovenska pod Troskami[3]

## Území farnosti
Do farnosti náleží území obce:
- Čtvrť – místní část obce Vyskeř[2]
- Děčín – místní část obce Drahoňovice[2]
- Drahoňovice (Drahoniowitz[4])[p 1]
- Chlum[2]
- Kacanovy (Kazanow[4])[p 1]
- Kouty – místní část obce Mladostov[2]
- Krasnov – místní část obce Lažany[2]
- Krčkovice (Kretschkowitz, varianta Krčkowitz[4])[p 1]
- Lažany (Laschan[4])[p 1]
- Libnov[2]
- Mladostov (Mladostow[4])[p 1]
- Poddoubí (Poddoubi[4])[p 1]
- Skalany (Skalan[4])[p 1]
- Vyskeř (Wiskersch varianta Wiskeř[4])[p 1]
- Smrčí – místní část obce Mírová pod Kozákovem

## Římskokatolické sakrální stavby a místa kultu na území farnosti
| | Fotografie | Stavba                         | Místo  | Bohoslužby                      | Zeměpisné souřadnice            | Status       | Číslo kulturní památky                       |
| Kostel | Kostel     | Kostel                         | Kostel | Kostel                          | Kostel                          | Kostel       | Kostel                                       |
| --- | ---------- | ------------------------------ | ------ | ------------------------------- | ------------------------------- | ------------ | -------------------------------------------- |
| 1. |            | Kostel Nanebevzetí Panny Marie | Vyskeř | bližší informace o bohoslužbách | 50°31′49″ s. š., 15°9′35″ v. d. | farní kostel | 101266 (Pk•MIS•Sez•Obr•WD) (Q24022325)       |
| Kaple |            |                                |        |                                 |                                 |              |                                              |
| 2. |            | Kaple sv. Anny                 | Vyskeř | bližší informace o bohoslužbách | 50°31′55″ s. š., 15°9′35″ v. d. | kaple        | 44757/6-2860 (Pk•MIS•Sez•Obr•WD) (Q24022305) |
| Některé drobné sakrální stavby a pamětihodnosti lze dohledat zde v databázi Drobné sakrální památky Zaniklé sakrální stavby lze dohledat zde v databázi Poškozené a zničené kostely, kaple a synagogy v České republice |            |                                |        |                                 |                                 |              |                                              |

Ve farnosti se mohou nacházet i další drobné sakrální stavby, místa římskokatolického kultu a pamětihodnosti, které neobsahuje tato tabulka.

## Příslušnost k farnímu obvodu
Z důvodu efektivity duchovní správy byl vytvořen farní obvod (kolatura) farnosti Rovensko pod Troskami, jehož součástí je i farnost Vyskeř, která je tak spravována excurrendo.

## Galerie

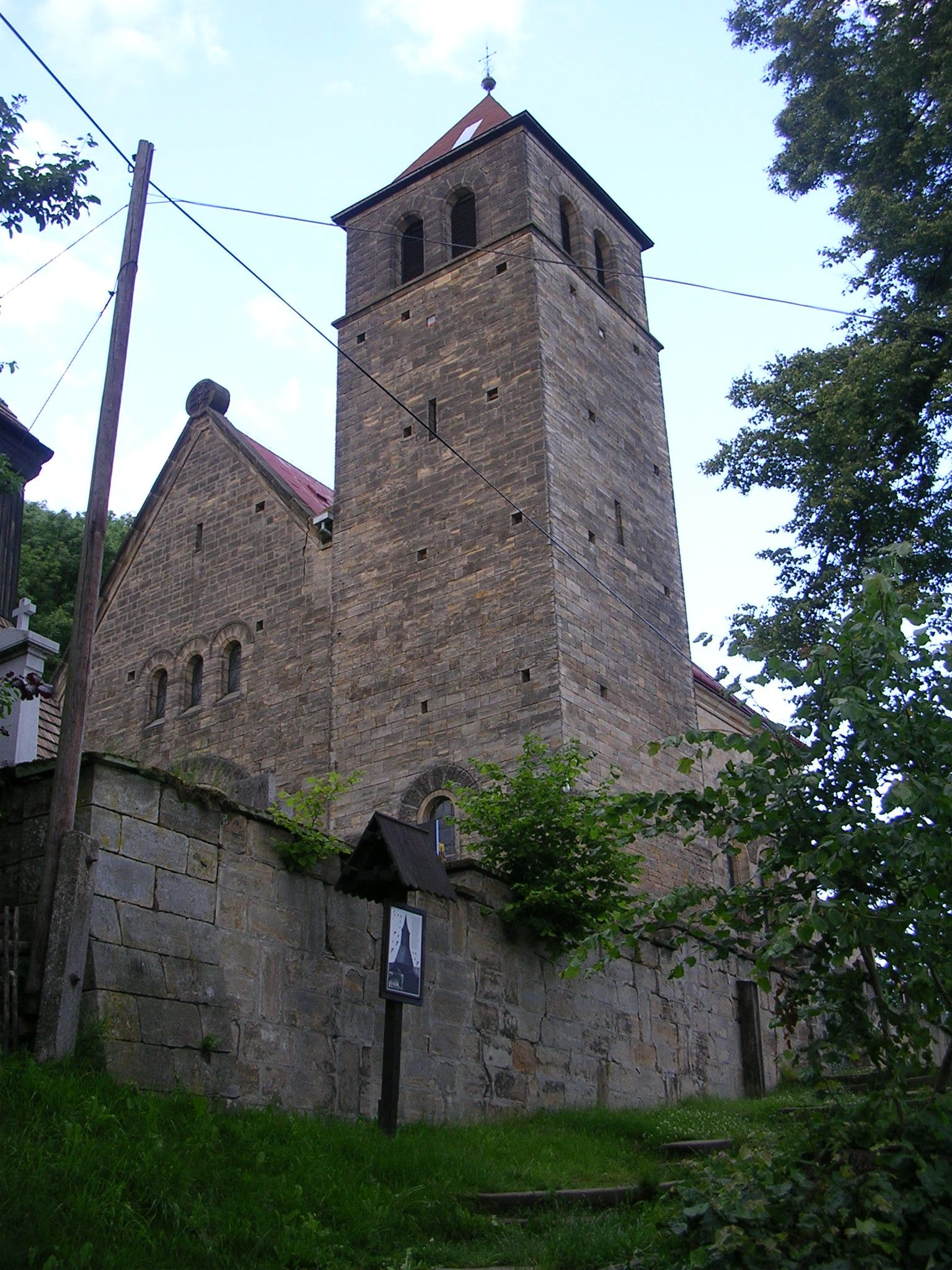
Věž kostela Nanebevzetí Panny Marie (Vyskeř)
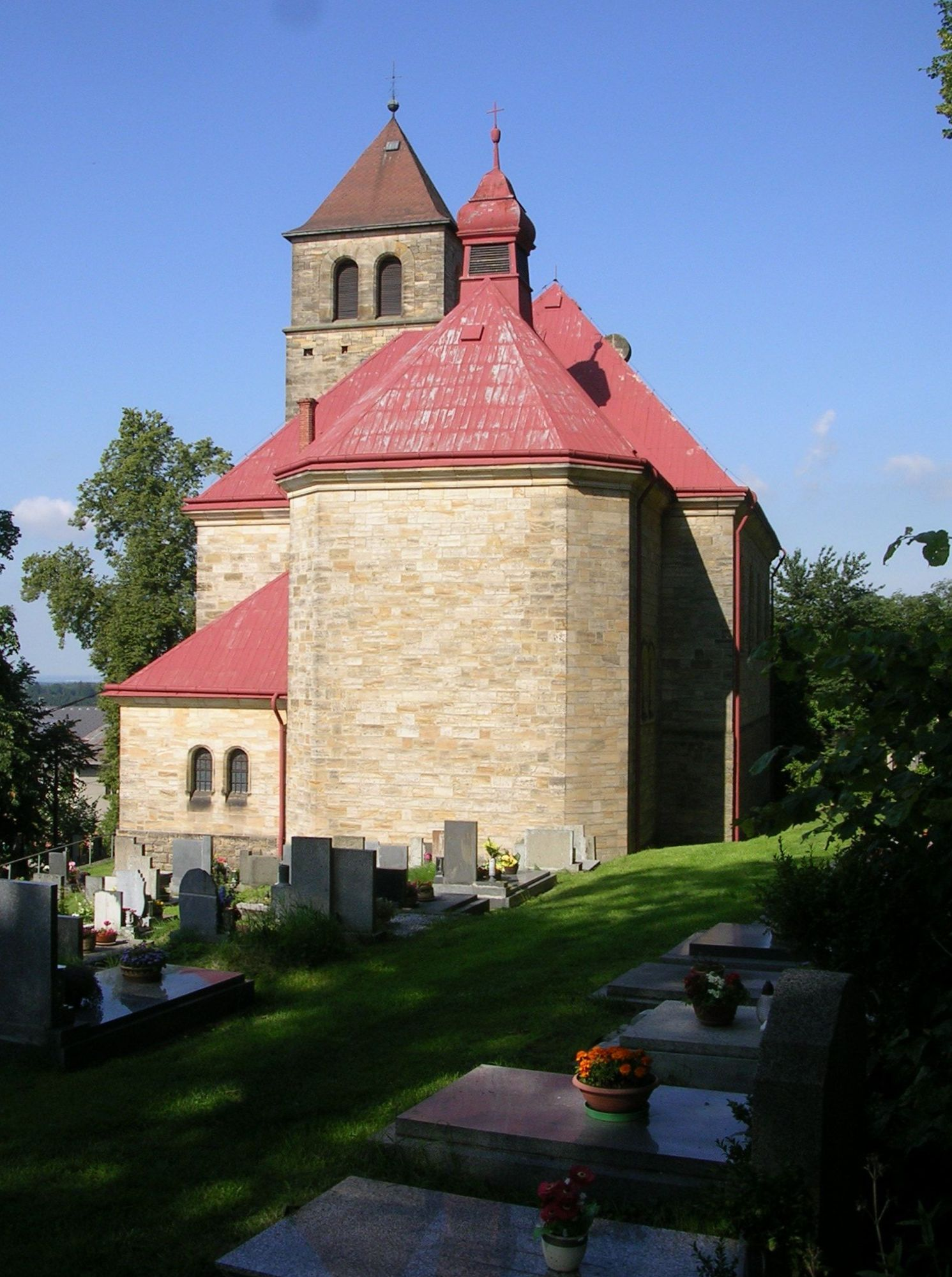
Závěr kostela Nanebevzetí Panny Marie (Vyskeř)
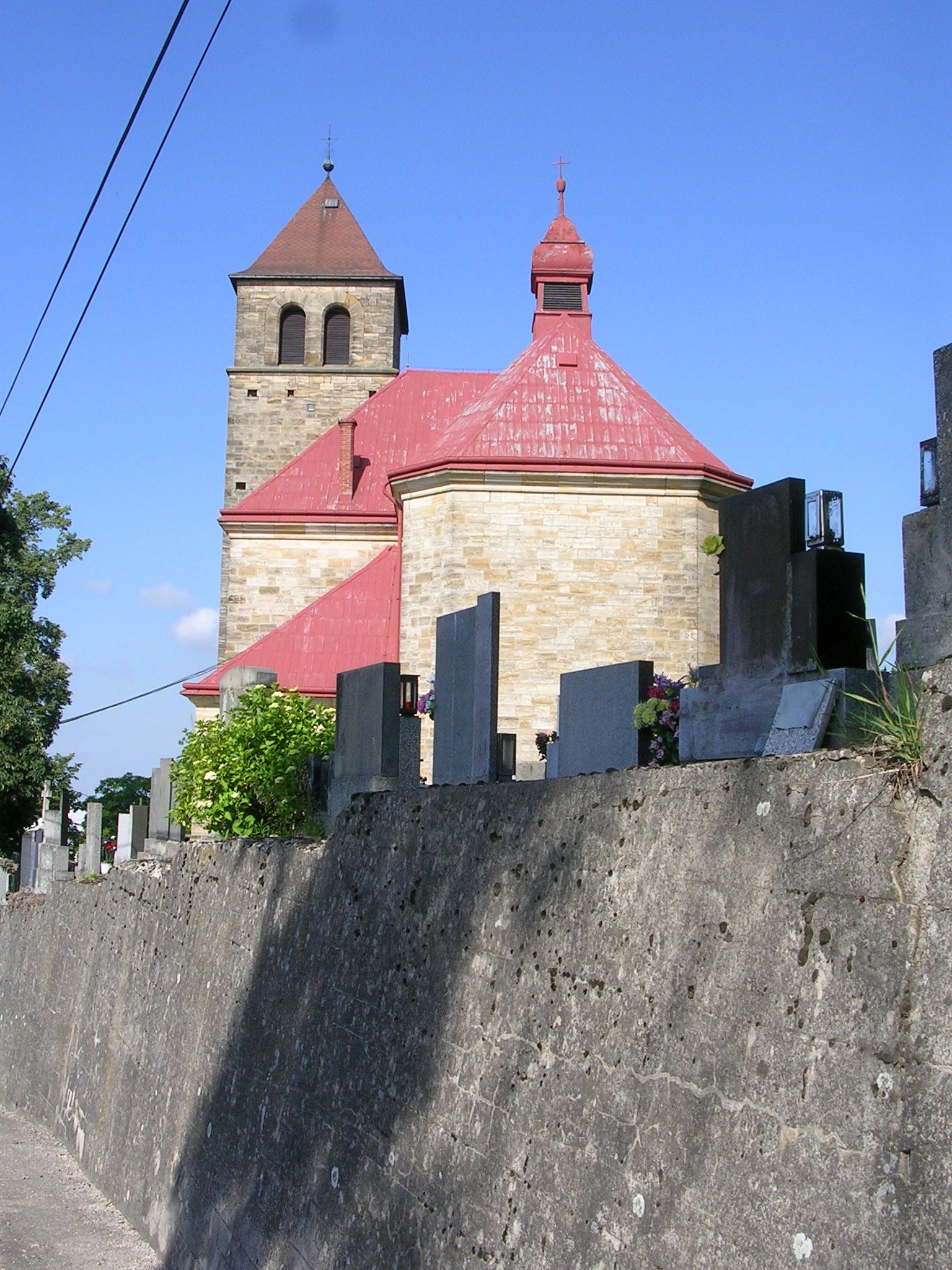
Kostel Nanebevzetí Panny Marie ve Vyskeři (od východu)
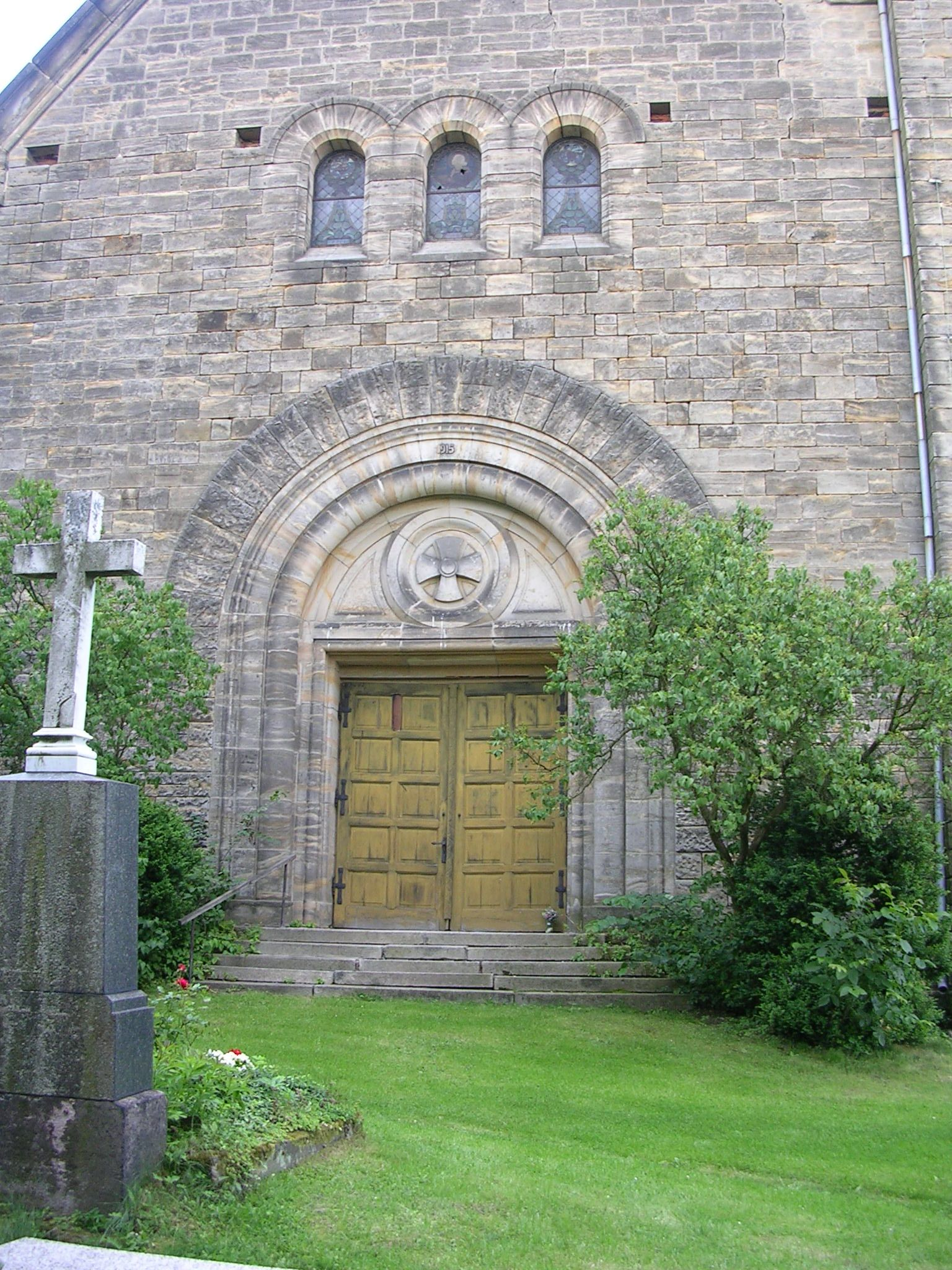
Portál kostela Nanebevzetí Panny Marie (Vyskeř)
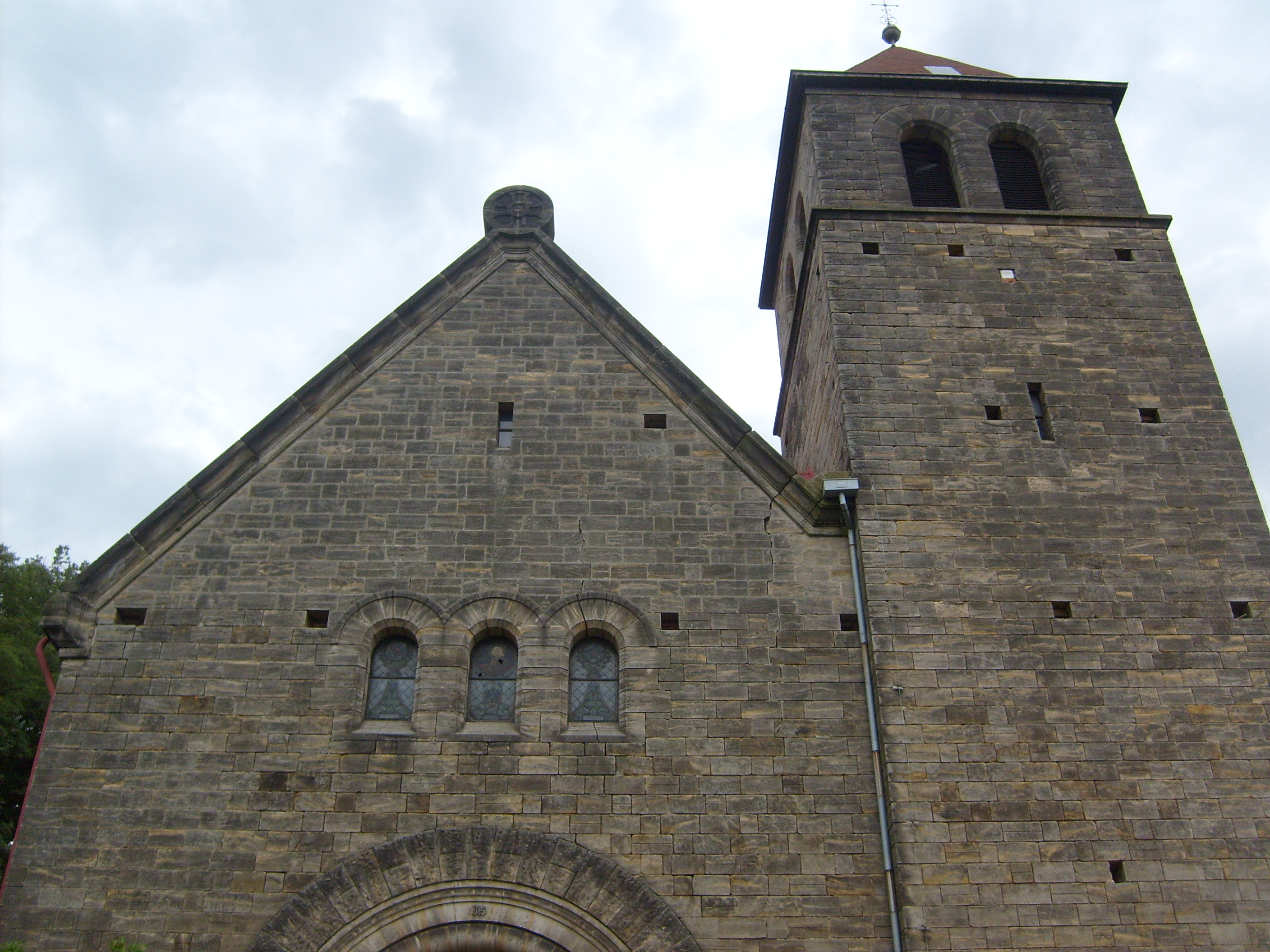
Štít průčelí a věž kostela Nanebevzetí Panny Marie (Vyskeř)
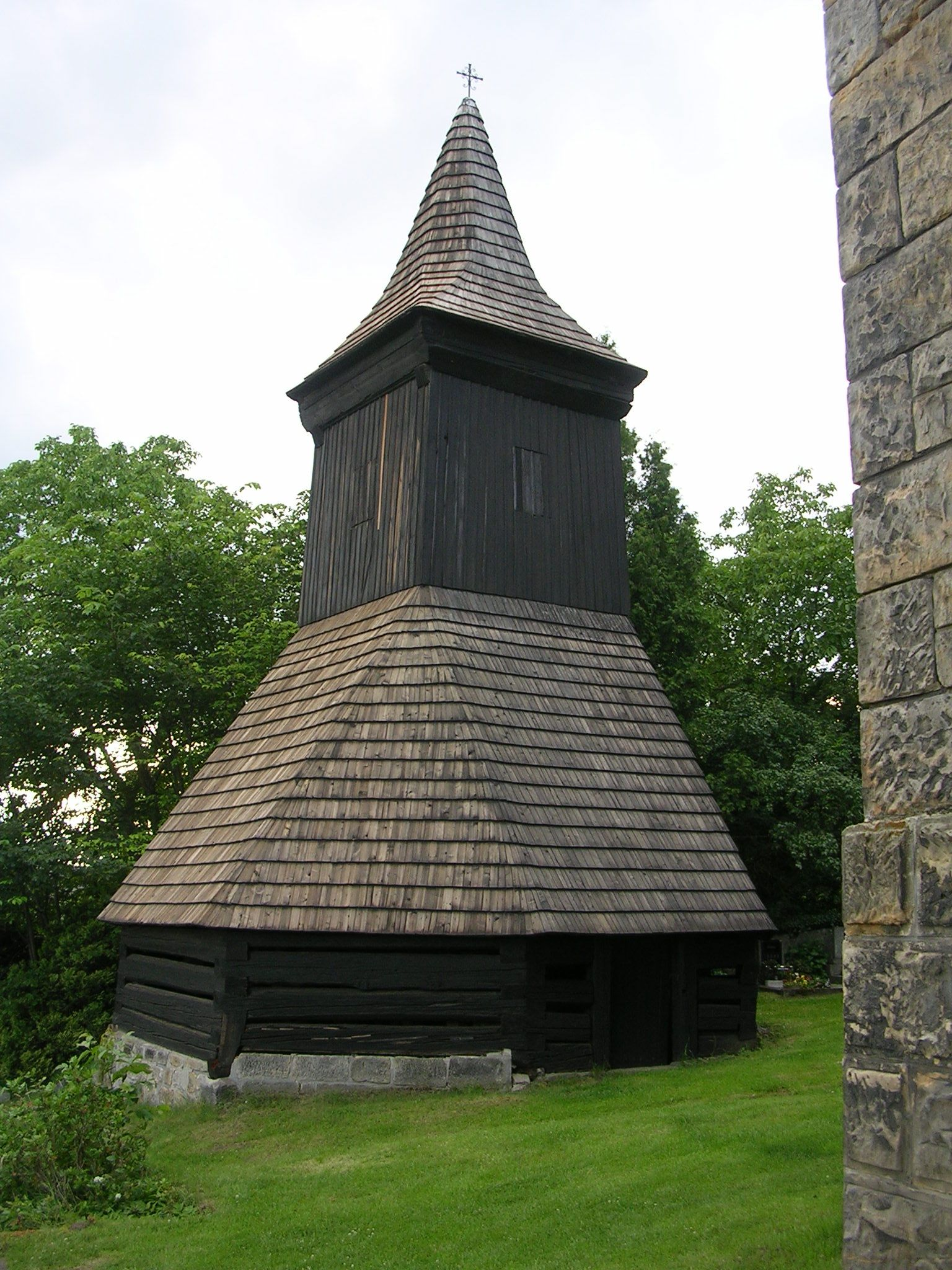
Zvonice ve Vyskeři
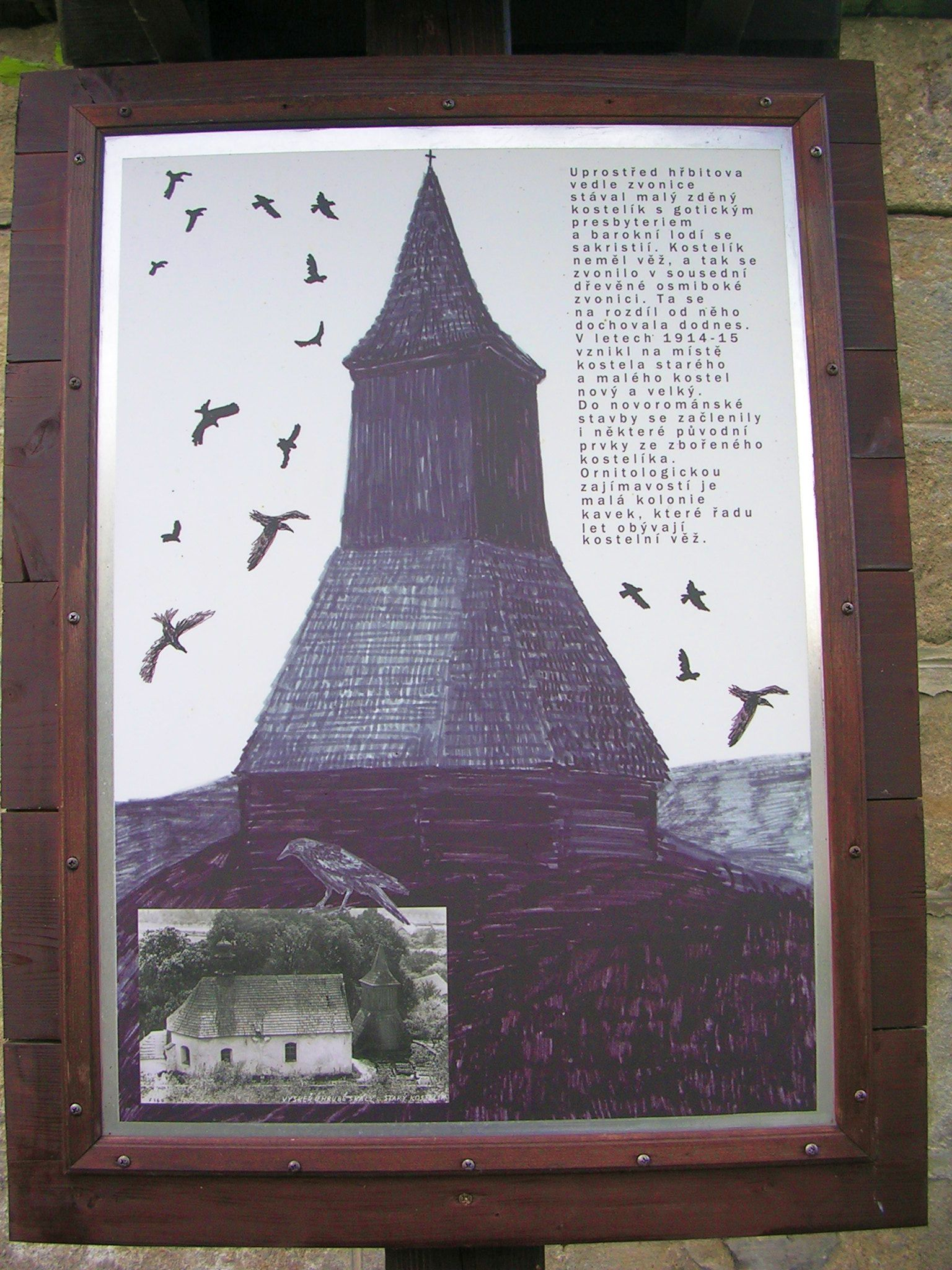
Infotabule zvonice ve Vyskeři
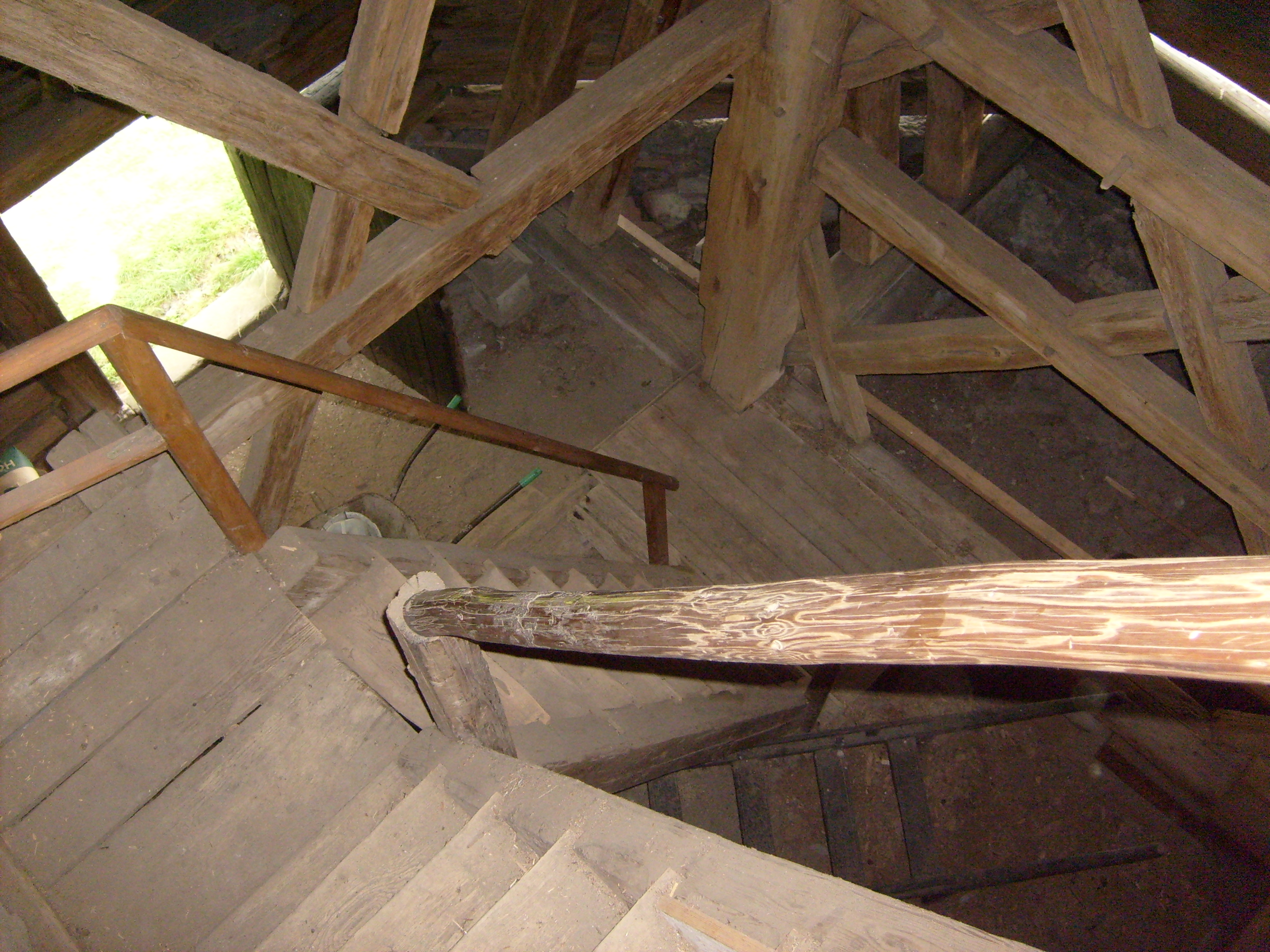
Schodiště zvonice ve Vyskeři
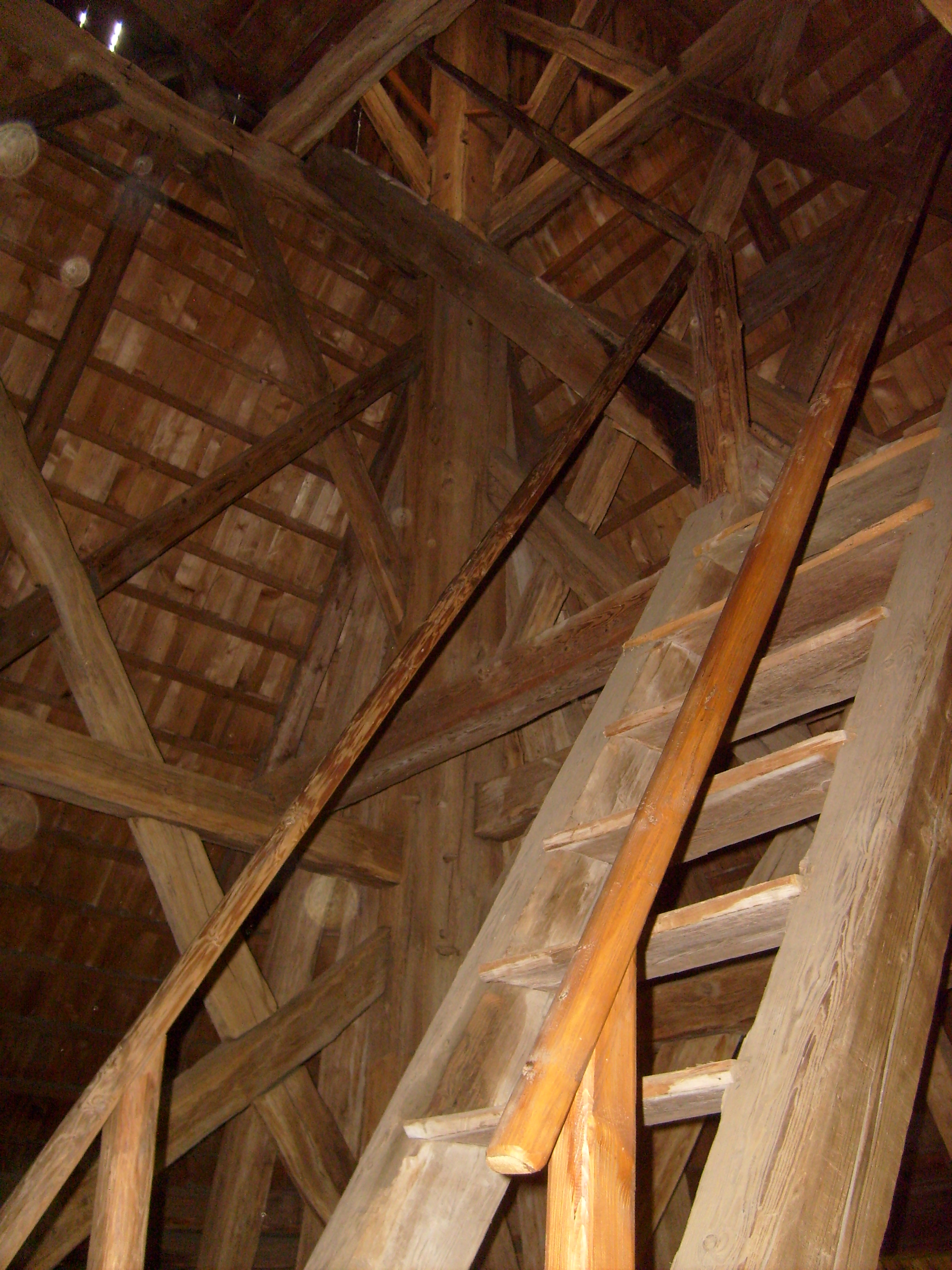
Detail schodiště zvonice ve Vyskeři
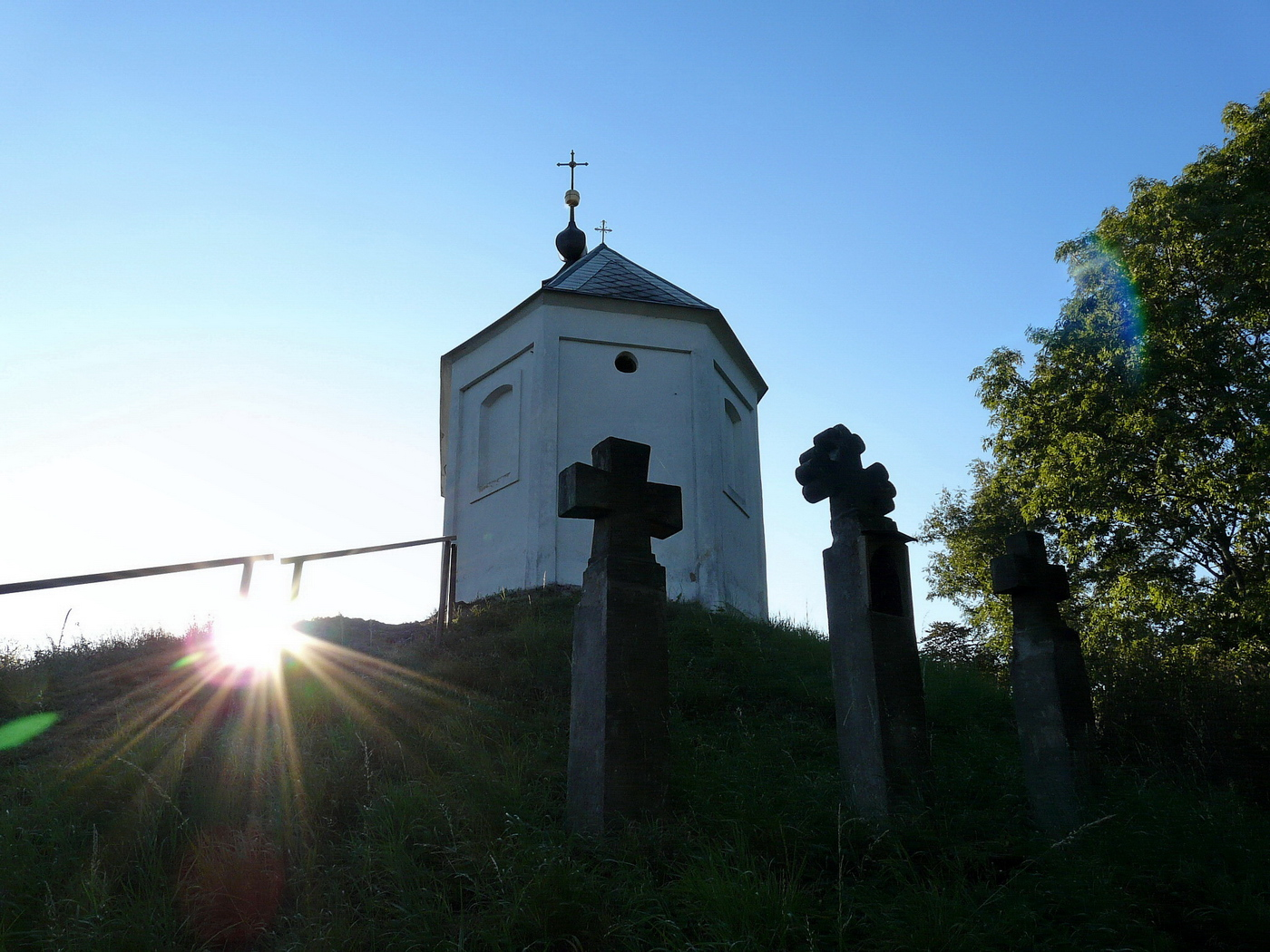
Kaple sv. Anny (Vyskeř)
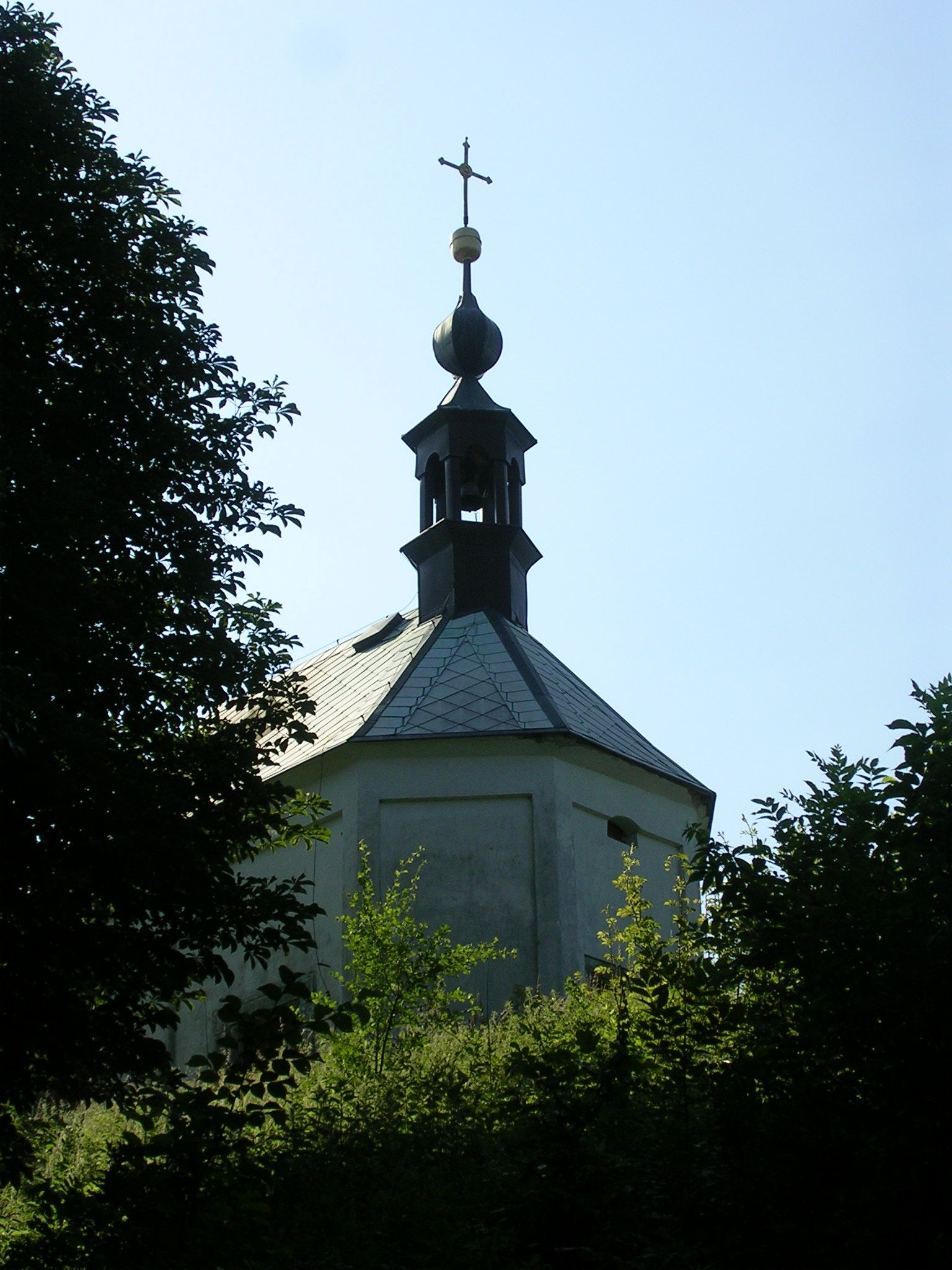
Kaple sv. Anny od severozápadu (Vyskeř)
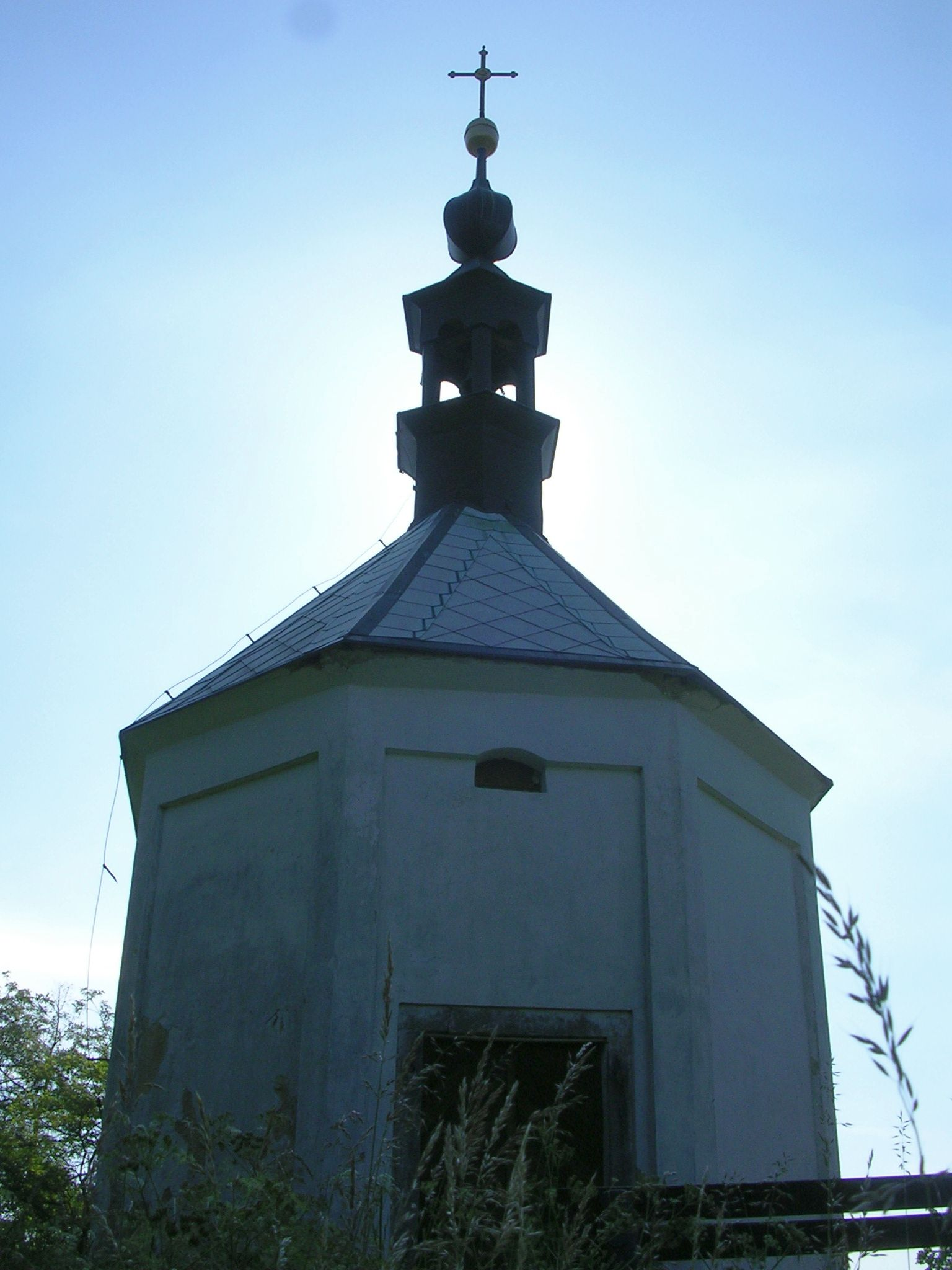
Kaple sv. Anny od západu (Vyskeř)
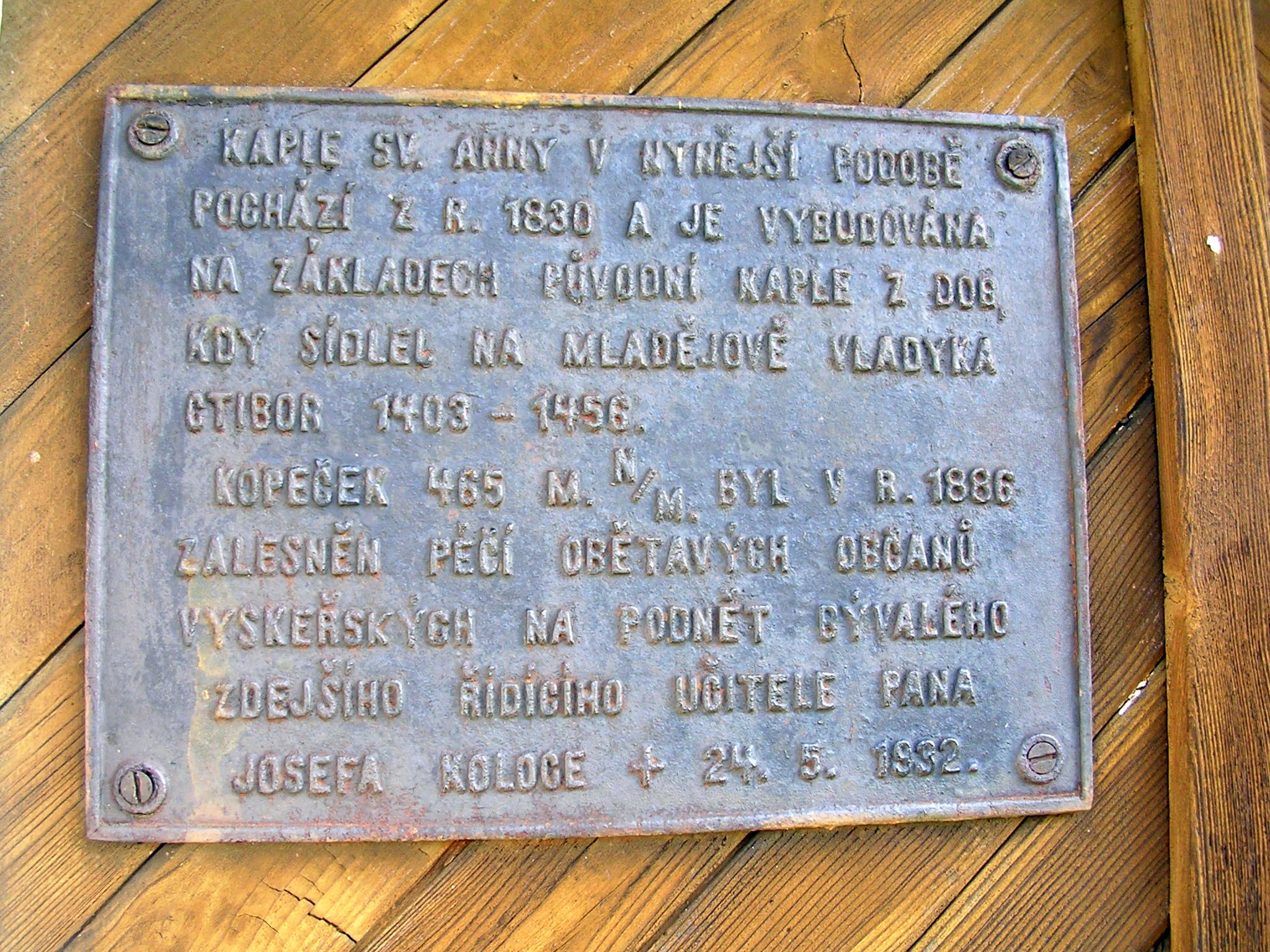
Tabulka na dveřích kaple sv. Anny (Vyskeř)
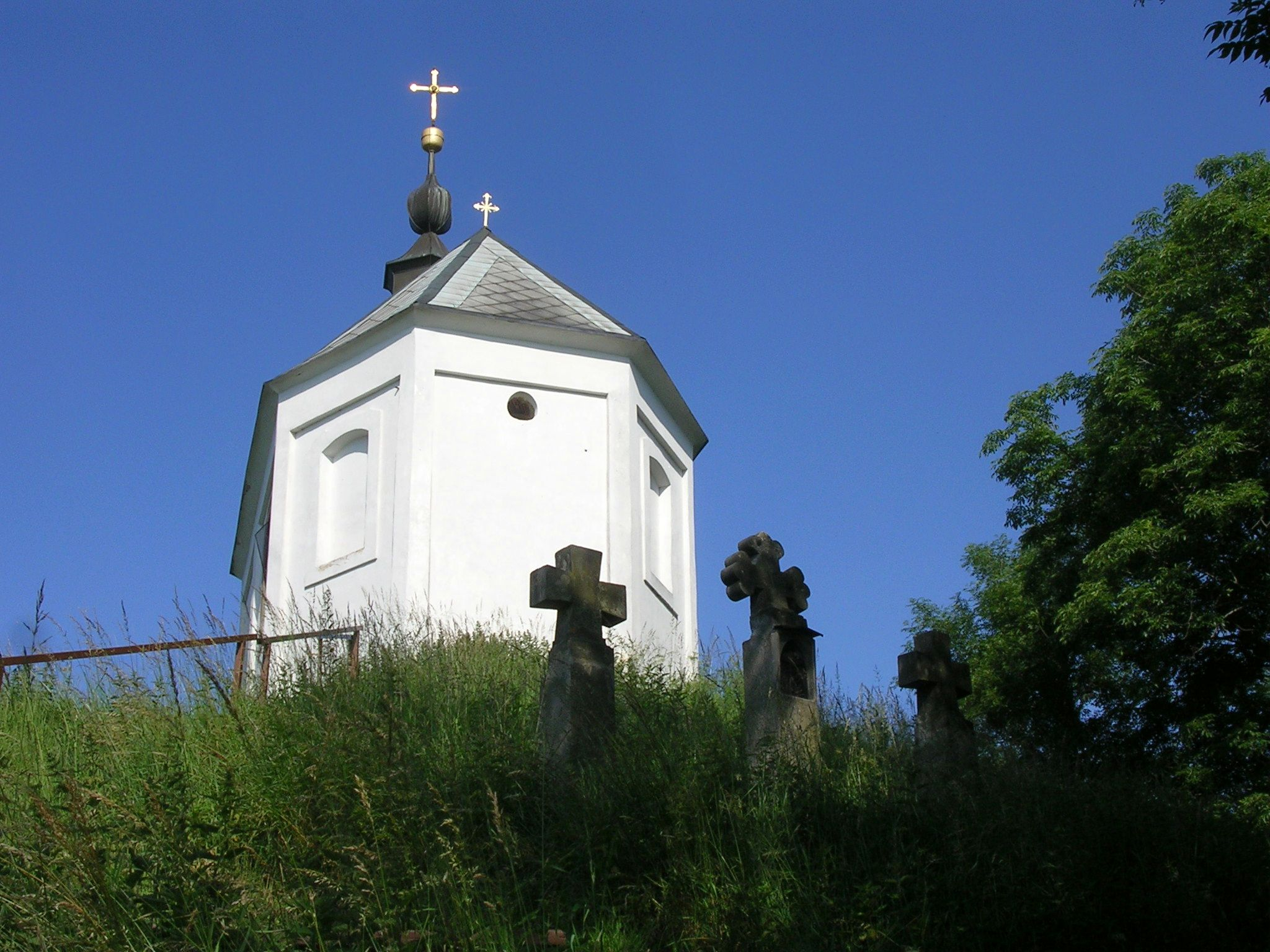
Kaple sv. Anny s kříži (Vyskeř)
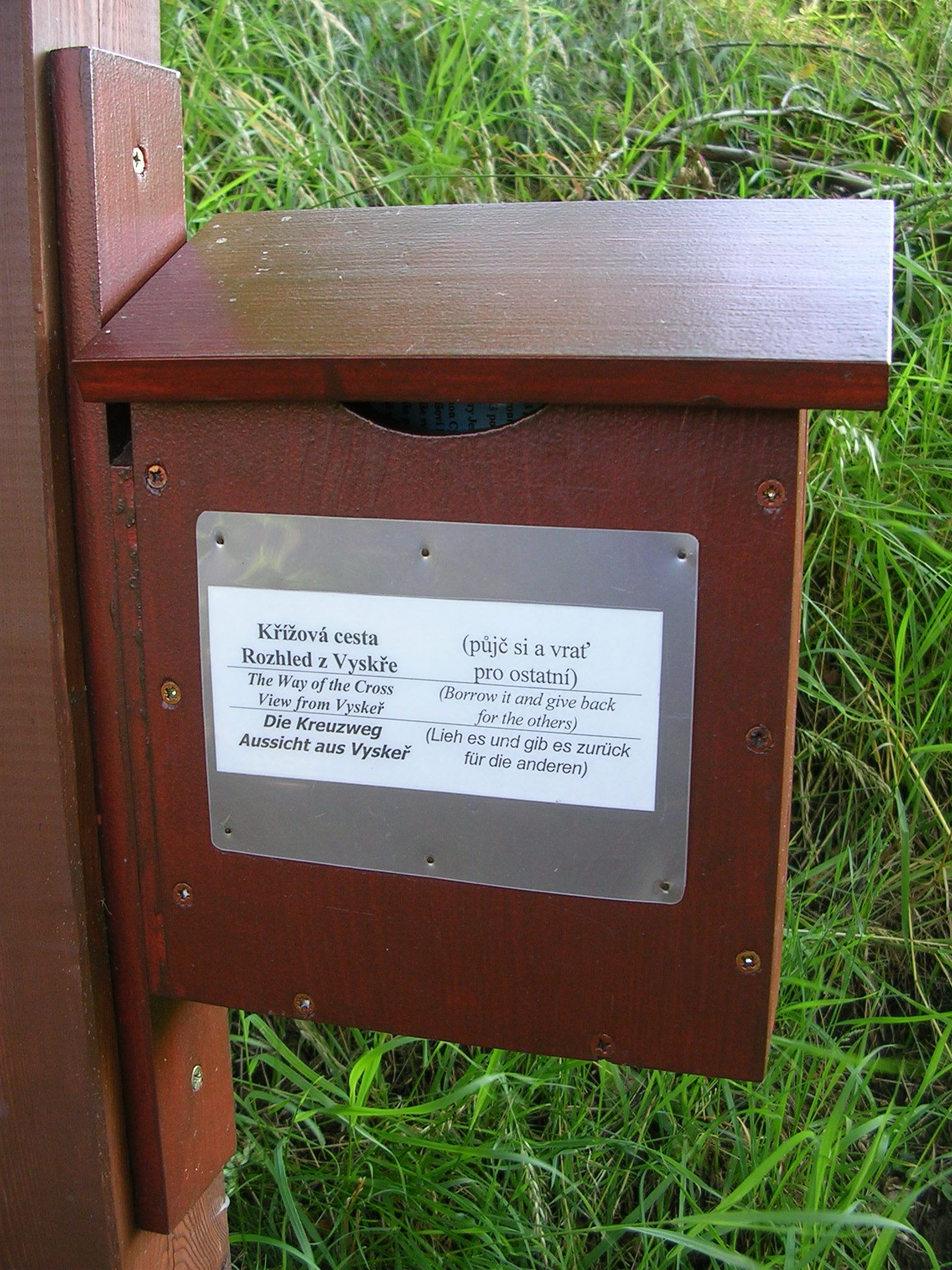
Křížová cesta ve Vyskeři, schránka s kartičkami
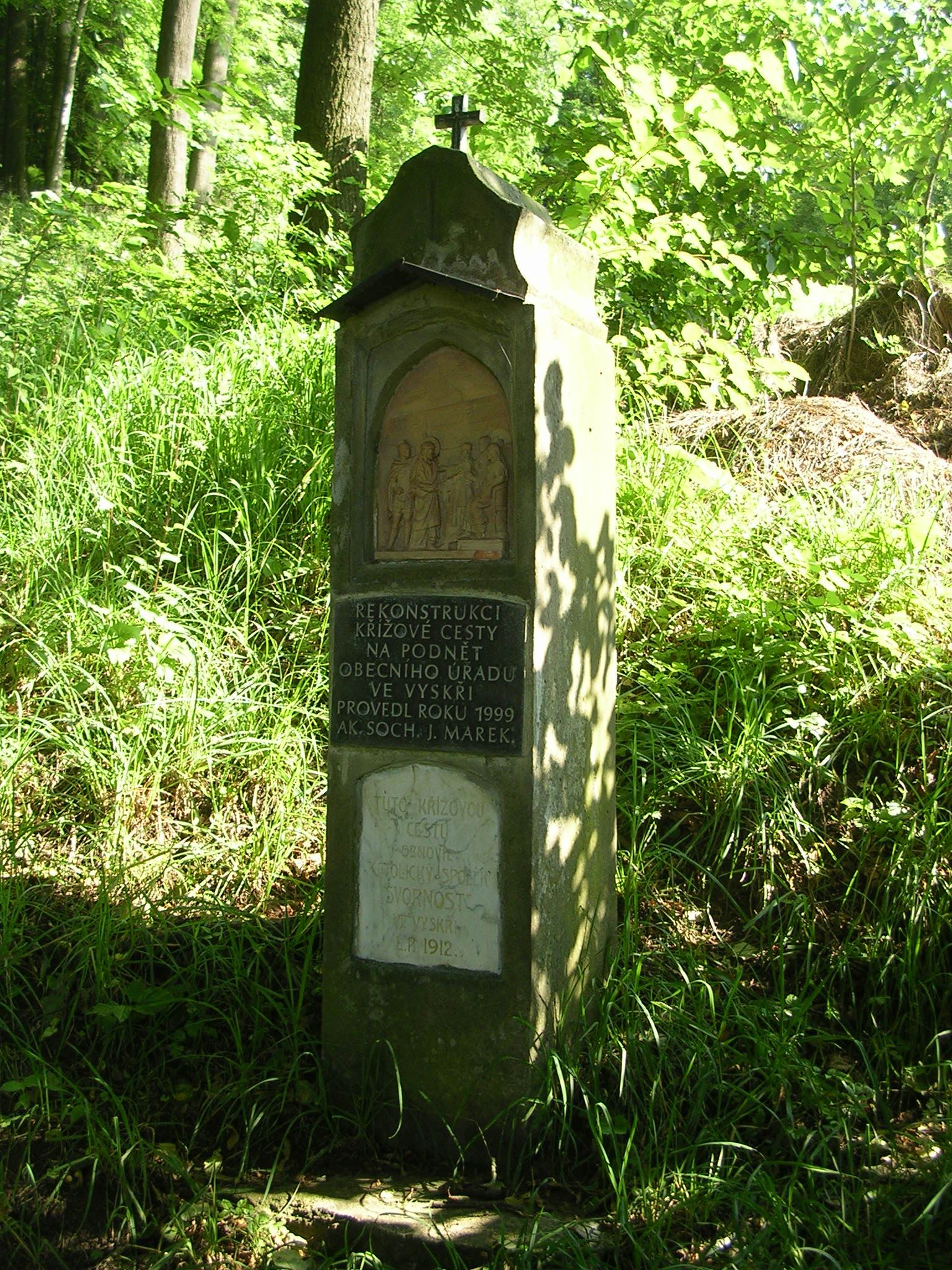
I. zastavení křížové cesty ve Vyskeři
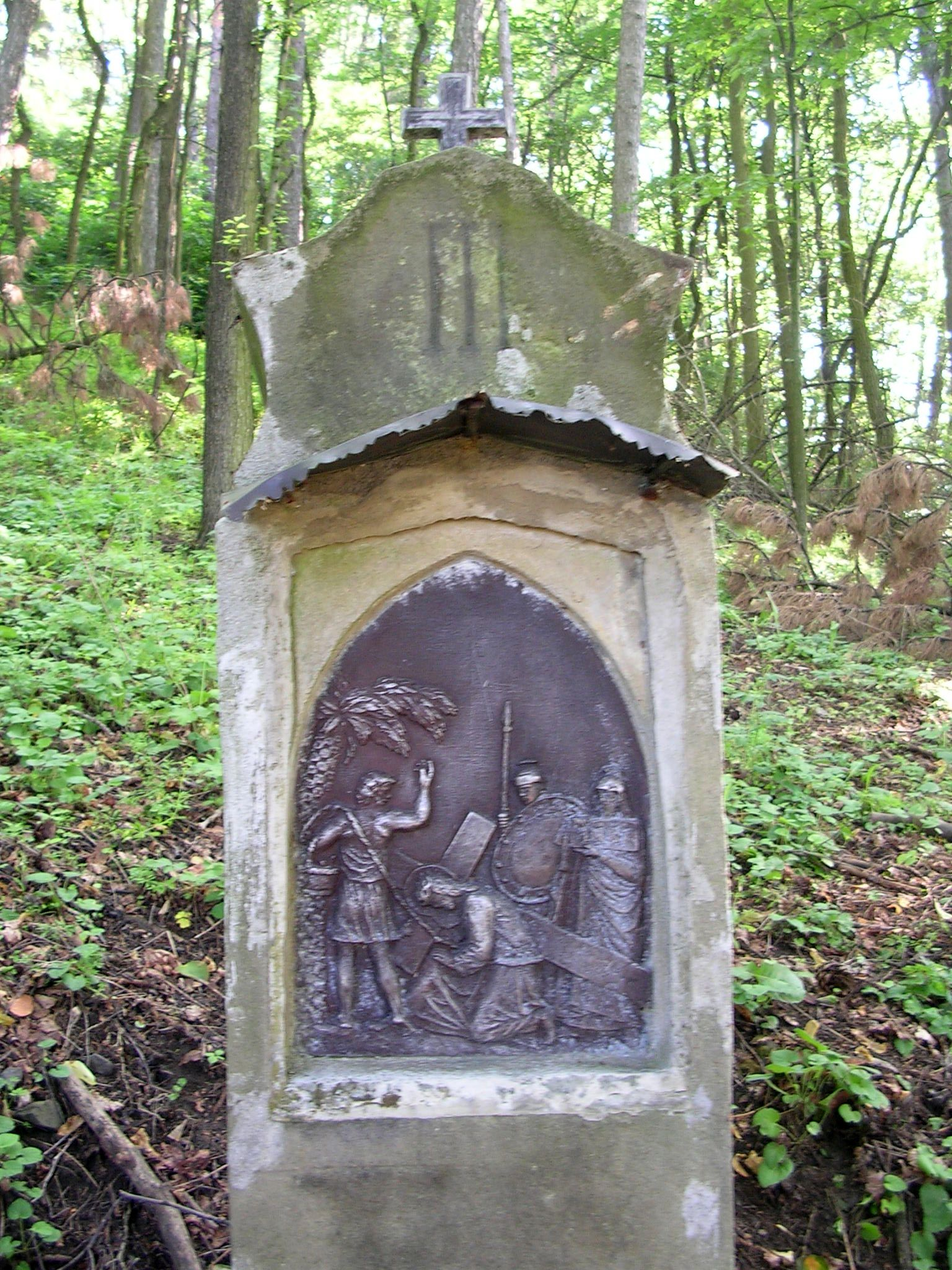
III. zastavení křížové cesty ve Vyskeři
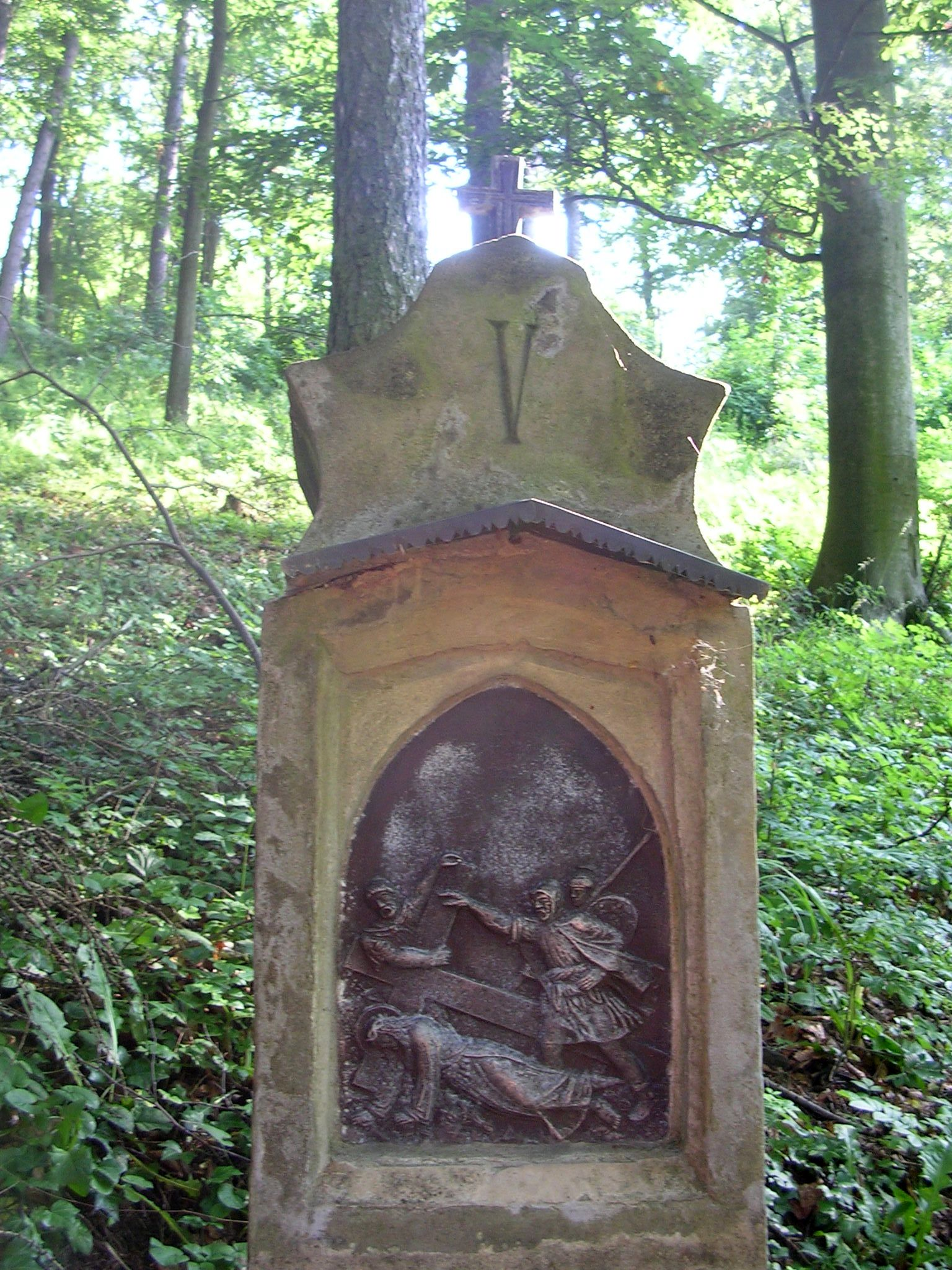
V. zastavení křížové cesty ve Vyskeři
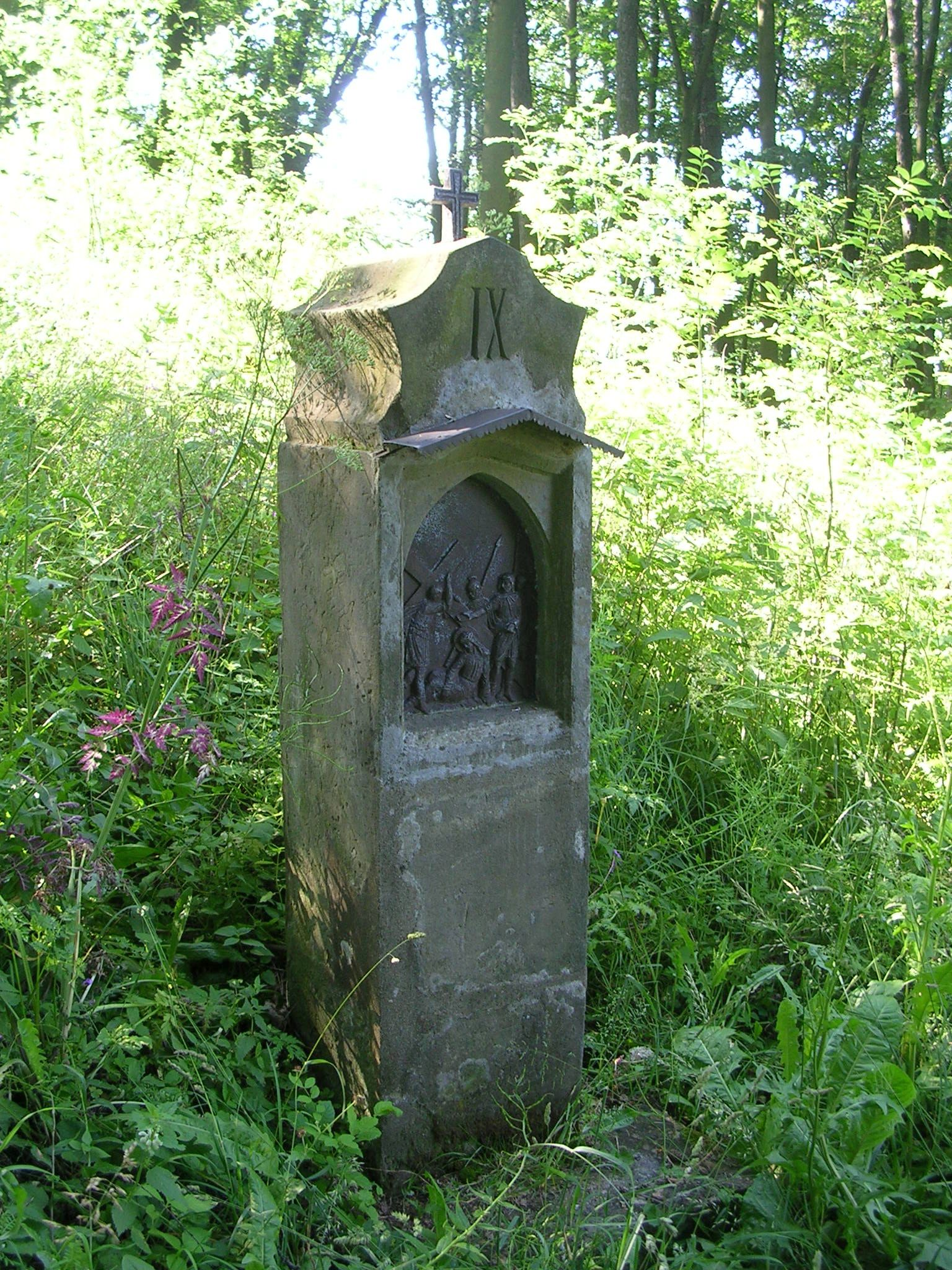
IX. zastavení křížové cesty ve Vyskeři
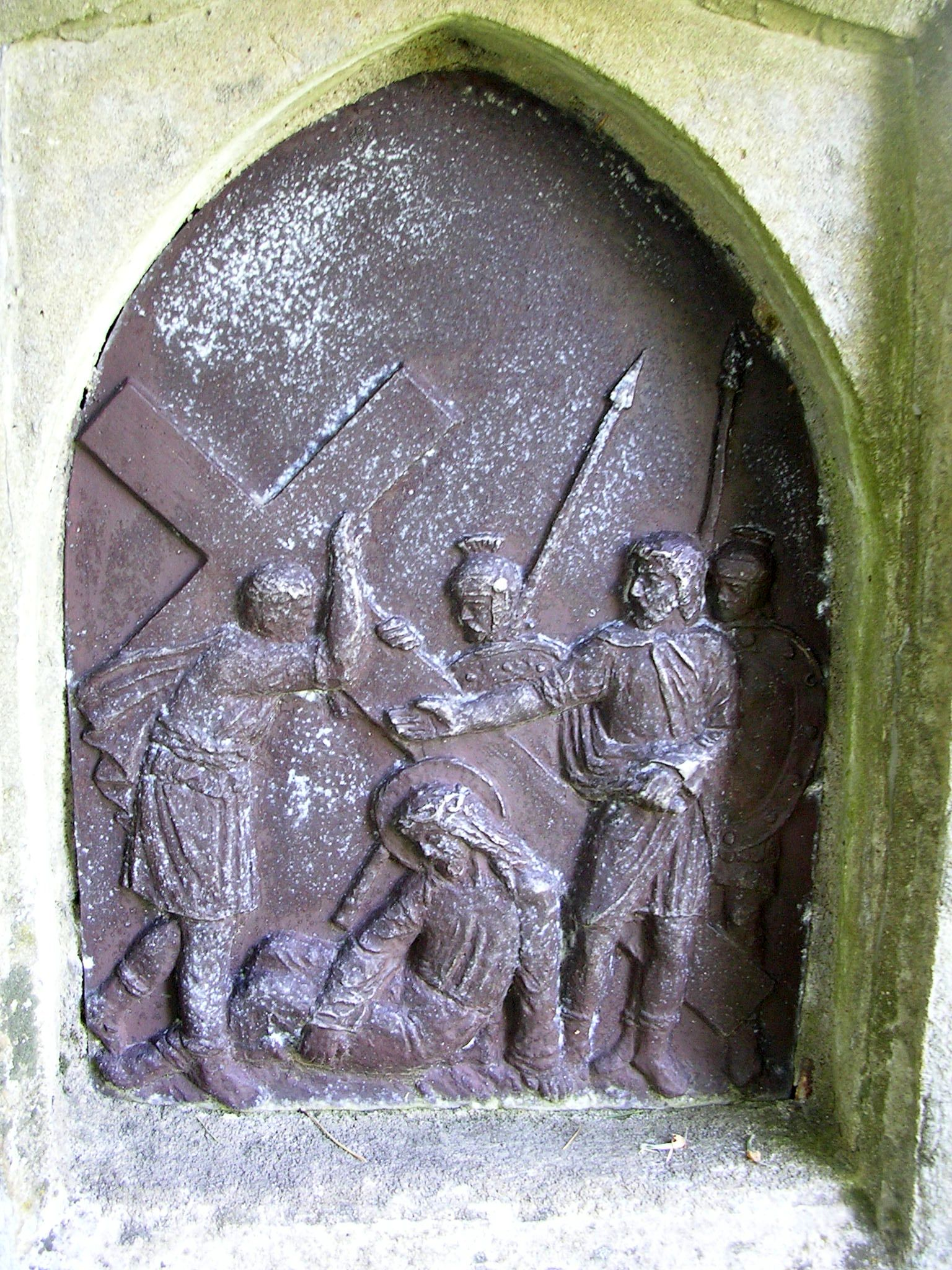
Detail IX. zastavení křížové cesty ve Vyskeři
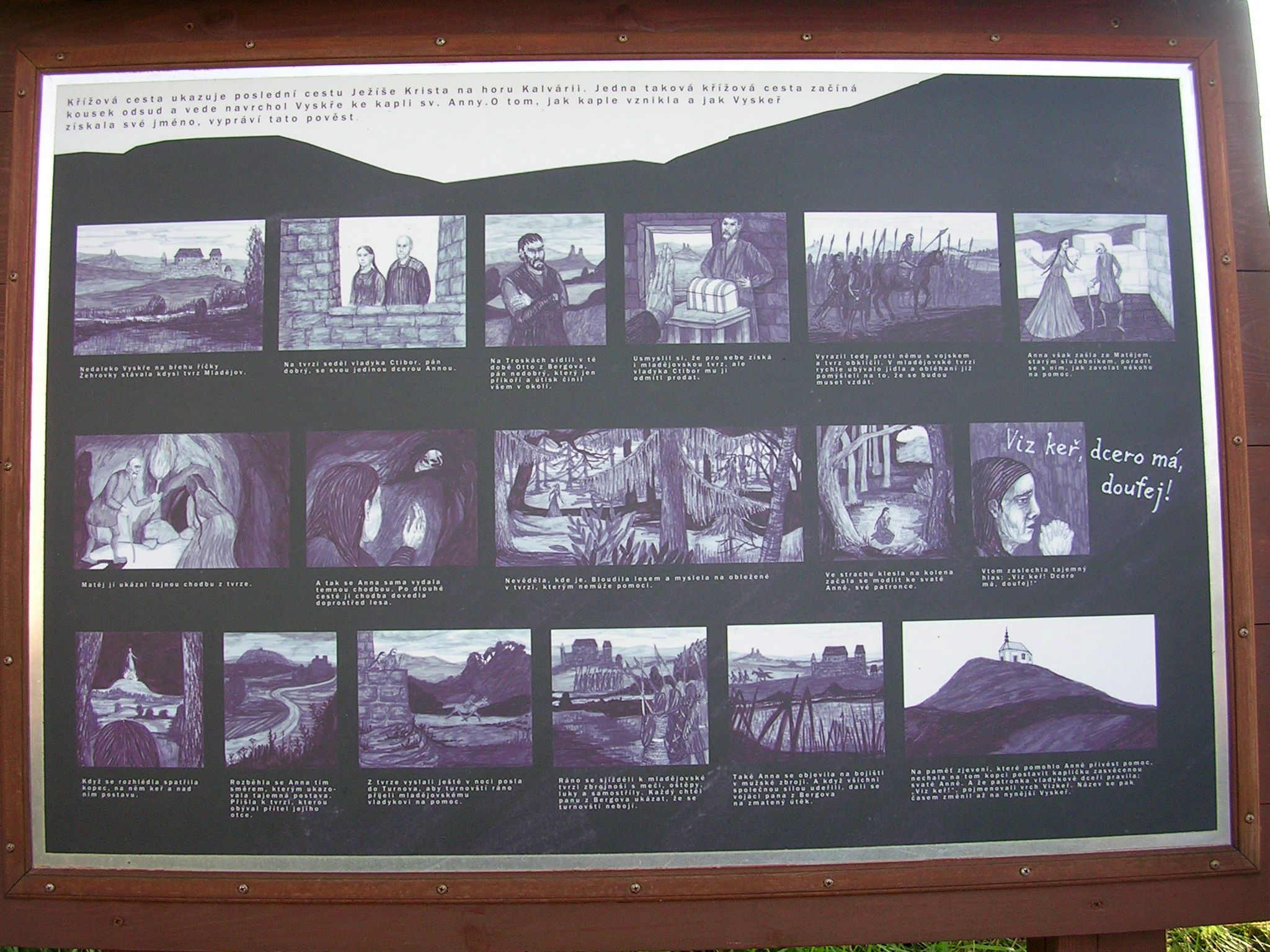
Informační cedule s legendou při křížové cestě ve Vyskeři
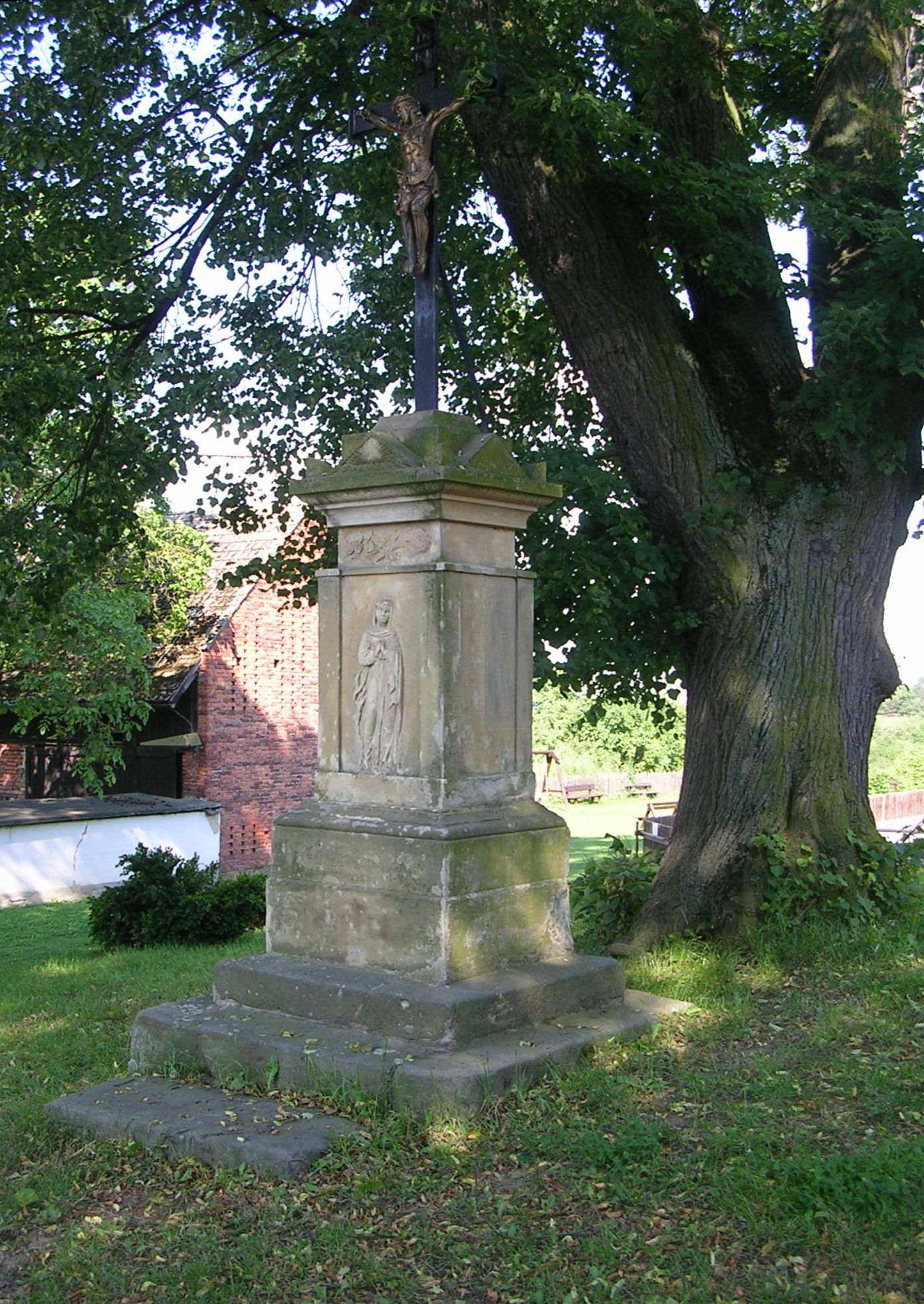
Kříž ve Vyskeři u penzionu
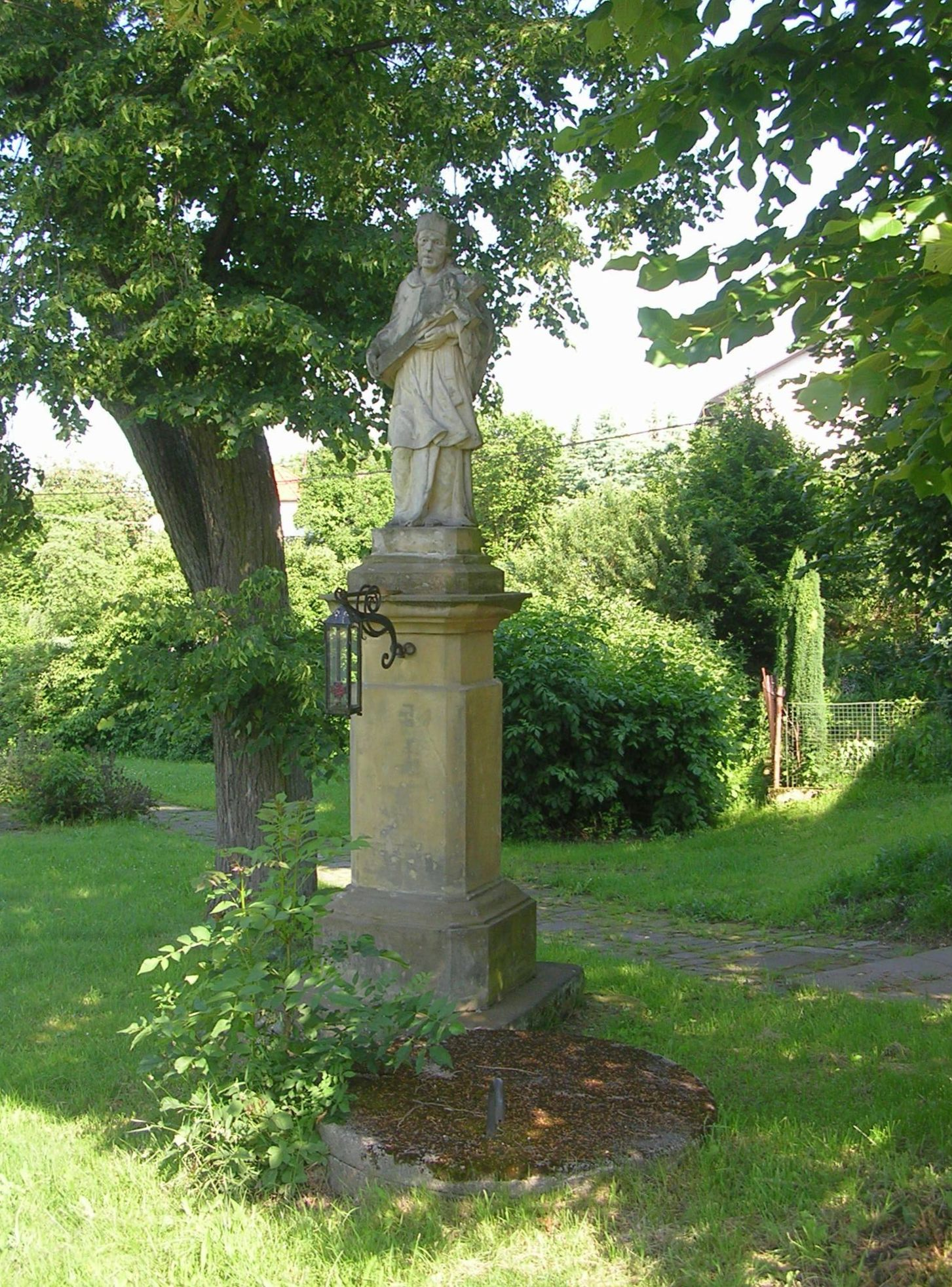
Socha sv. Jana Nepomuckého ve Vyskeři
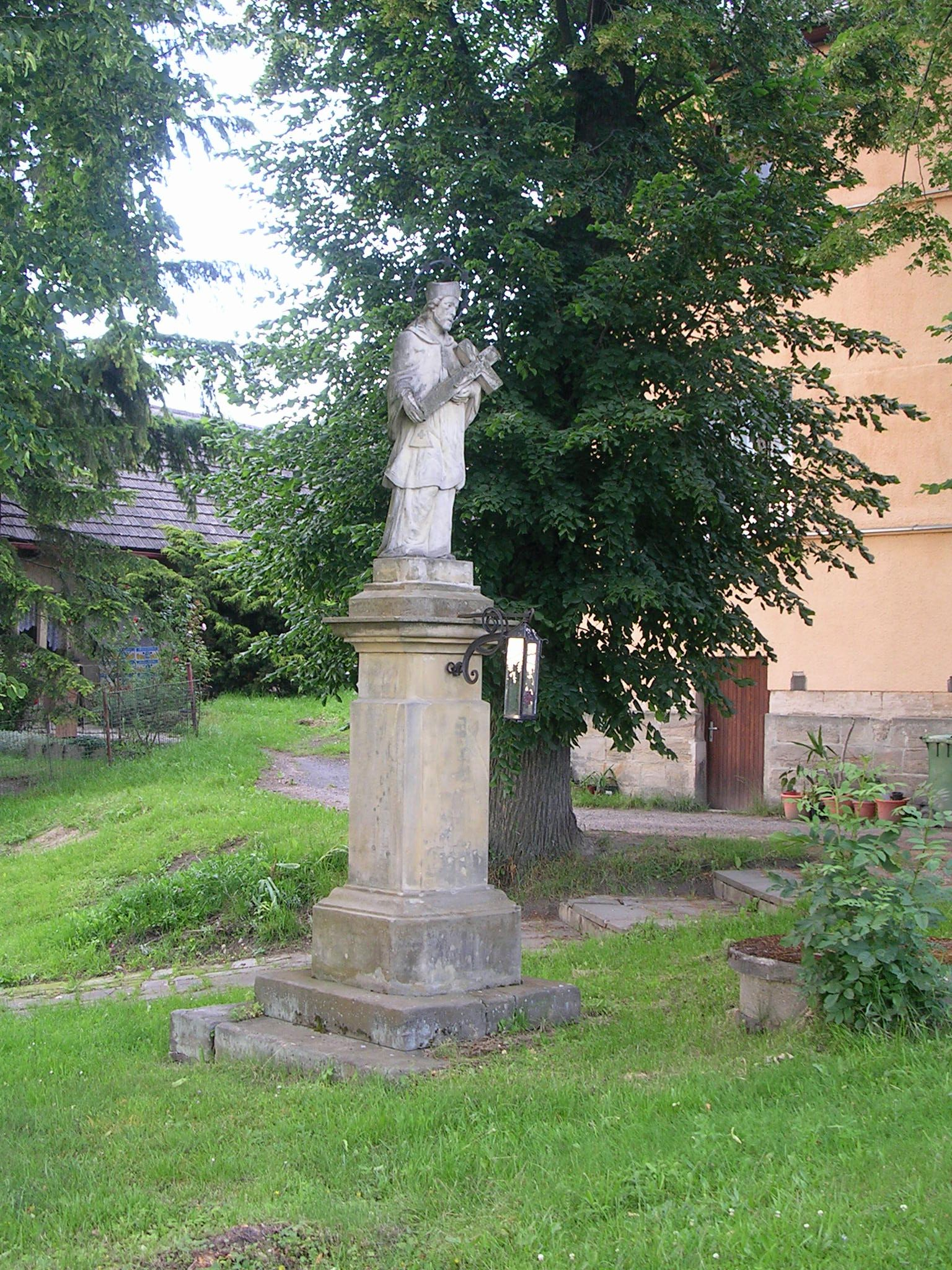
Boční pohled na sochu sv. Jana Nepomuckého ve Vyskeři
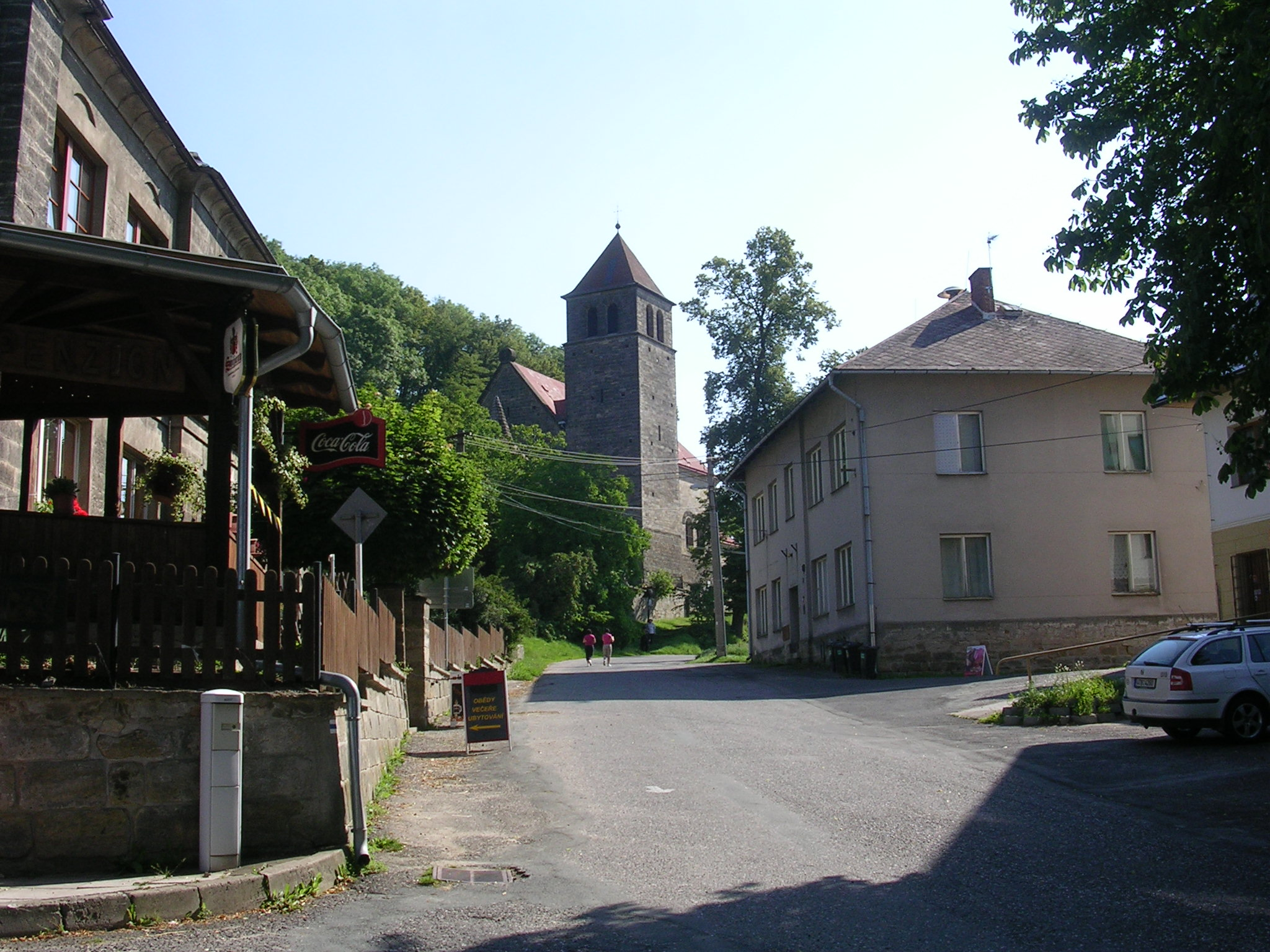
Pohled na kostel ve Vyskeři
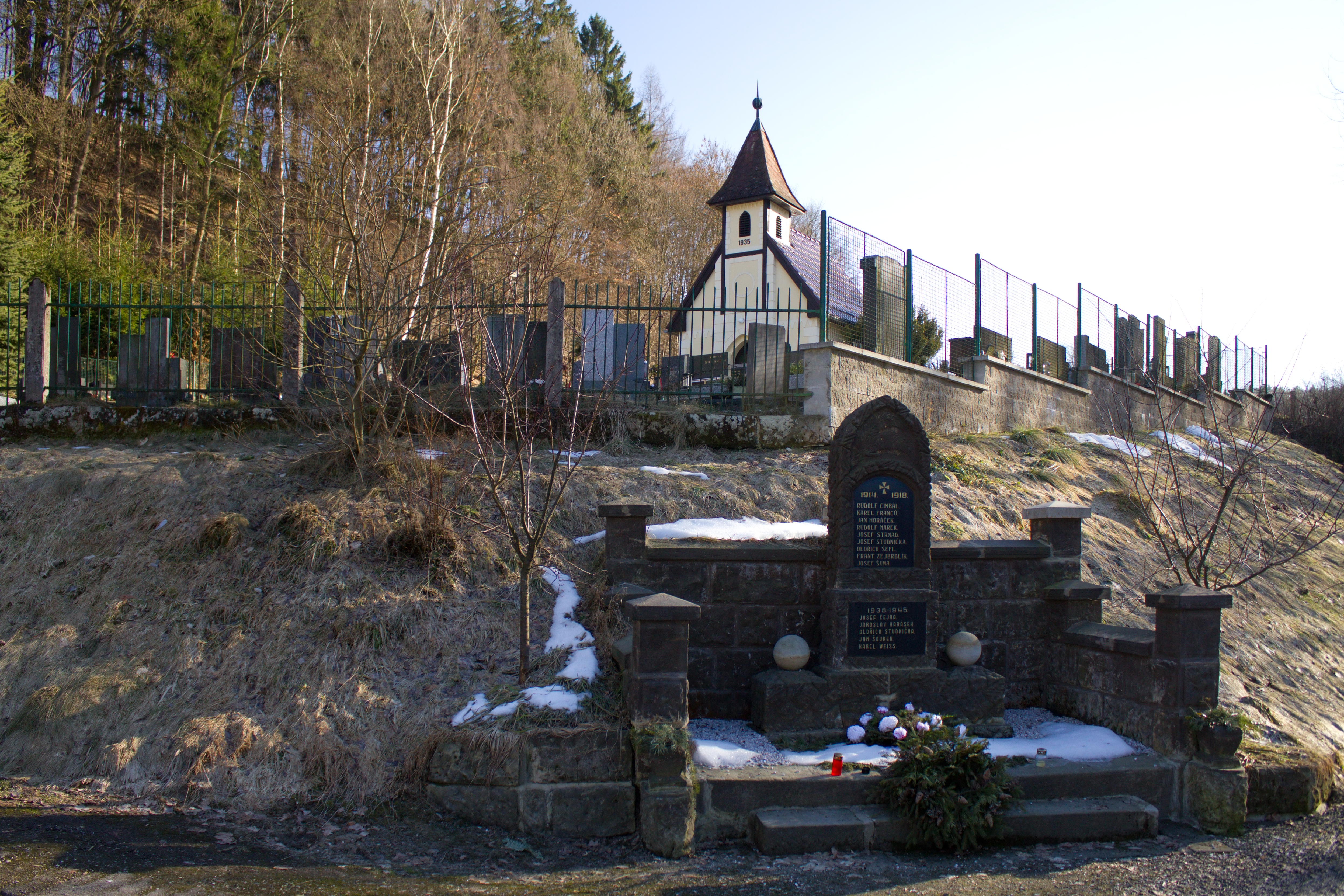
Hřbitov u obce Kacanovy